# Campoplex kalatopensis
Campoplex kalatopensis là một loài tò vò trong họ Ichneumonidae.